# 8105-ös mellékút (Magyarország)
A 8105-ös számú mellékút egy négy számjegyű, ennek ellenére aránylag rövid mellékút a budapesti agglomerációban, a Pest vármegyei Budaörs és Törökbálint határvidékén.

## Nyomvonala
Budaörs belterületén indul, kezdőpontja korábban nagy valószínűséggel a Bretzfeld utca és a Baross utca ma körforgalmú kereszteződése volt. Először a Sport utca nevet viseli, majd nagyjából 150 méter után egy újabb körforgalmon halad keresztül, a jelenlegi kilométer-számozása csak ott kezdődik, a 0+338-as kilométerszelvénnyel, ahol az M1-M7-es autópályák Budapest felőli forgalmát kiszolgáló, 70 405-ös számú lehajtó ág és a kivezető irány 70 407-es számú felhajtó ága találkozik az úttal.
Nem sokkal a 0+500-as kilométerszelvénye után áthalad a sztráda felett, amely itt a kilométer-számozása szerint 10,3 kilométernél tart, majd a túloldalon csatlakozik hozzá a bevezető irányból letérő 70 408-as számú lehajtó és a belváros felé tartó forgalmat kiszolgáló 70 409-es számú felhajtó ág. 700 méter után áthalad az 1-es számú Budapest–Hegyeshalom–Rajka-vasútvonal sínjei felett is. 950 méter után átlép Törökbálint területére, ott a Vörösmarty Mihály út nevet veszi fel. A 81 101-es számú útba beletorkollva ér véget, annak 2+3000-es kilométerszelvénye előtt.
Teljes hossza, az országos közutak térképes nyilvántartását szolgáló kira.gov.hu adatbázisa szerint 1,307 kilométer.